# Sirukalathur
Sirukalathur es una ciudad censal situada en el distrito de Kanchipuram en el estado de Tamil Nadu (India). Su población es de 6117 habitantes (2011). Se encuentra a 25 km de Chennai y a 46 km de Kanchipuram. Forma parte del área metropolitana de Chennai.

## Demografía
Según el censo de 2011 la población de Sirukalathur era de 6117 habitantes, de los cuales 3201 eran hombres y 2916 eran mujeres. Sirukalathur tiene una tasa media de alfabetización del 84,50%, superior a la media estatal del 80,09%: la alfabetización masculina es del 90,76%, y la alfabetización femenina del 77,60%.